# Cimetière britannique de Trefcon
Le cimetière britannique de Trefcon (en anglais, Trefcon British Cemetery) est situé sur le terroir de la commune de Caulaincourt à 300 mètres à gauche de sortie du village sur la route de Beauvois-en-Vermandois.

## Historique
Le secteur de Trefcon-Caulaincourt fut pris par les Allemands le 22 mars 1918 malgré une défense acharnée de la 50e Division (Northumbrian) et repris définitivement par les troupes britanniques en septembre suivant. Les villages ont été repris par les troupes britanniques en septembre 1918. Le cimetière a été créé par le IX Corps en septembre 1918, et s'appelait alors Cimetière militaire de Caulaincourt. 

## Caractéristique
Il contient les tombes de 288 soldats britanniques et d'un Indien tombés lors des combats du 16 au 20 septembre 1918 et un petit nombre de victimes de la guerre 1939-45 . Le cimetière couvre une superficie de 977 mètres carrés et est entouré d'un mur de moellons bas.

## Galerie

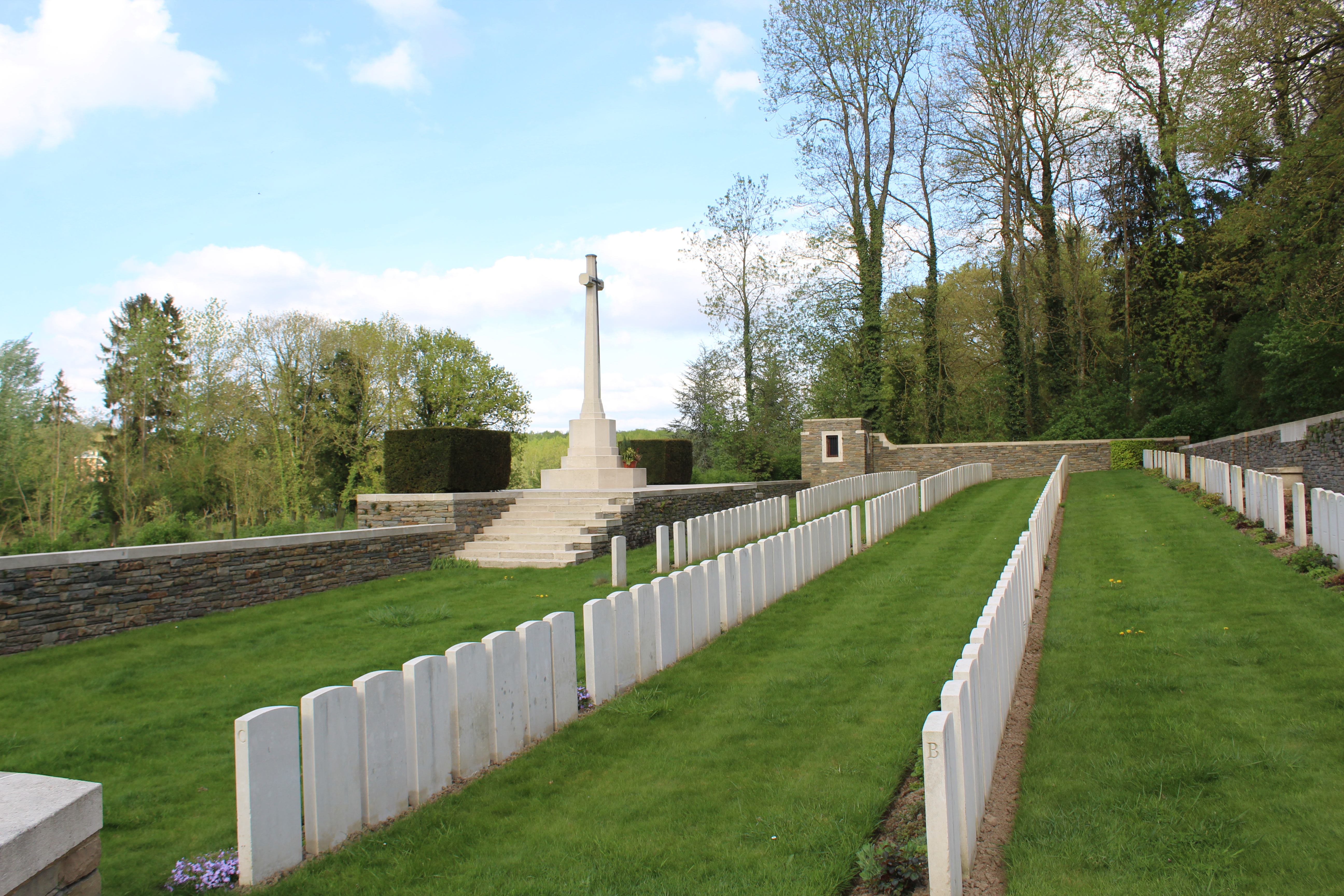
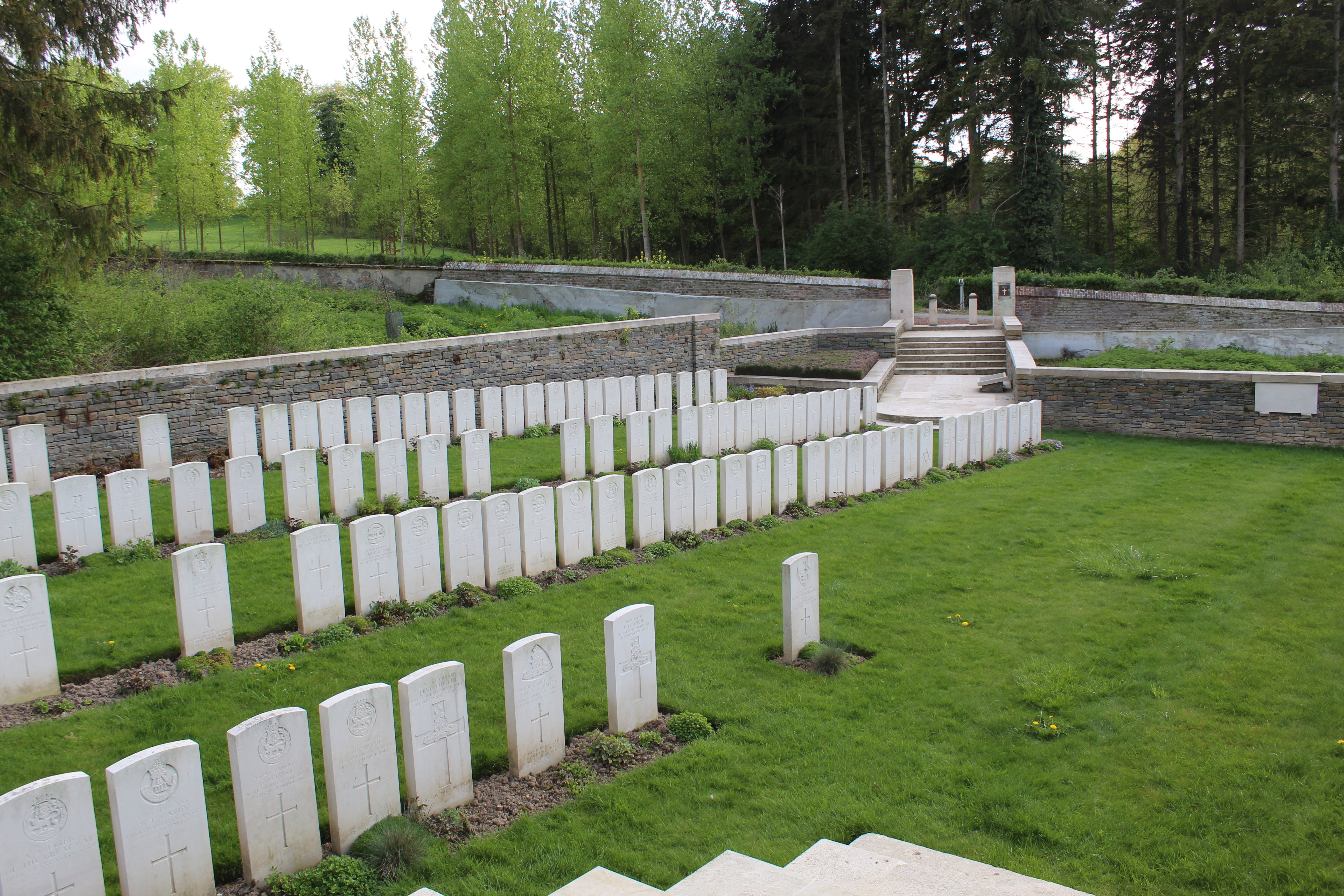
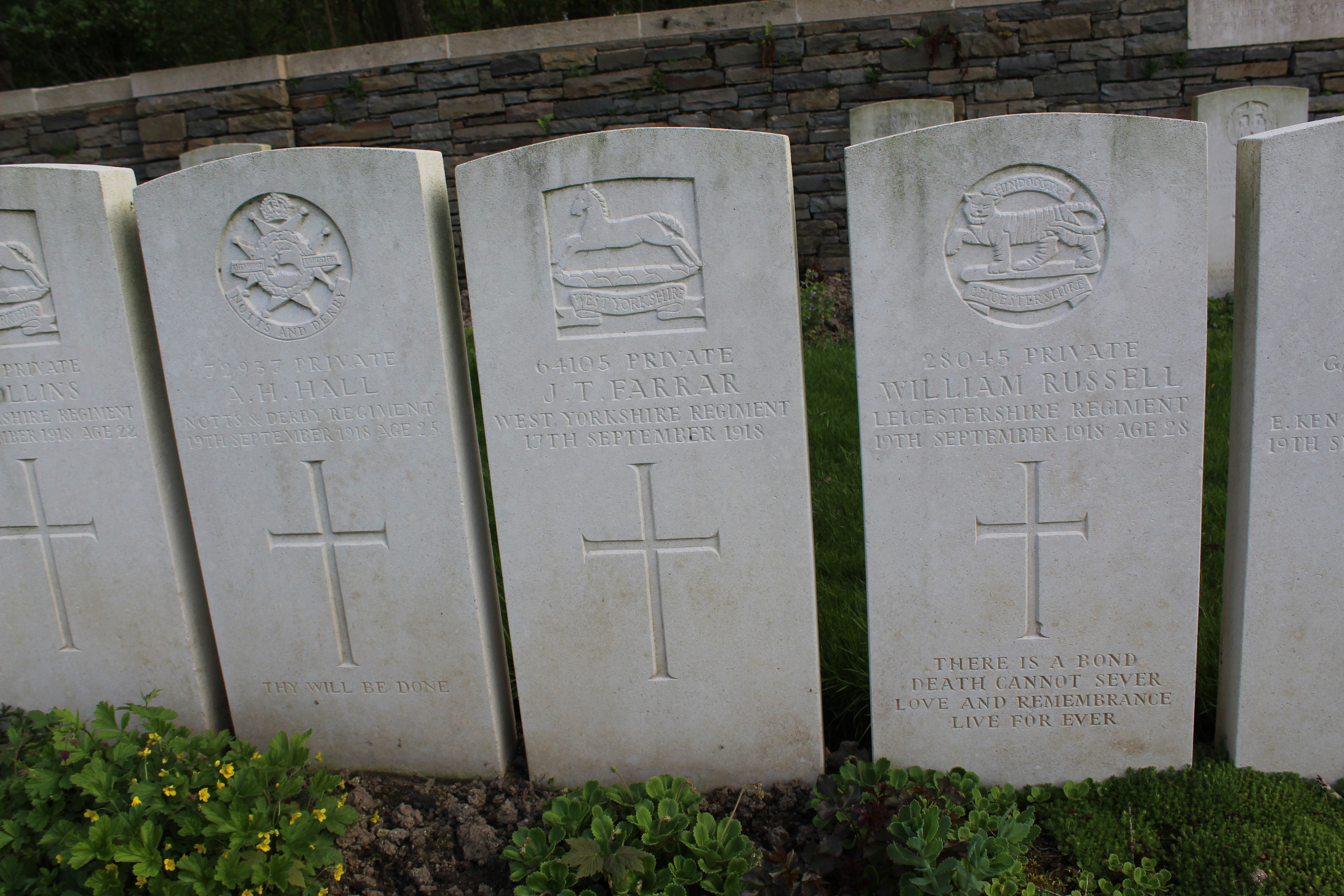
Tombes de soldats britanniques.

## Victimes
| Pays        | Tombes |
| ----------- | ------ |
| Royaume-Uni | 288    |
| Indien      | 1      |
| Total       | 289    |